# City-Pier-City Loop 2001
De 27e editie van de City-Pier-City Loop vond plaats op zondag 24 maart 2001.
De wedstrijd bij de mannen werd gewonnen door de Keniaan Rodgers Rop in 1:01.07. Hij versloeg hiermee zijn landgenoot Julius Maritim, die vier seconden later over de finish kwam. Robert Kiprotich Cheruiyot maakte het Keniaanse podium compleet door derde te worden in 1:02.27. De wedstrijd bij de vrouwen werd beslist in het voordeel van de Keniaanse Catherine Ndereba; zij finishte als eerste in 1:07.54. Snelste Nederlanders waren Greg van Hest (elfde in 1:04.59) en Nadezhda Wijenberg (derde in 1:10.30).

## Uitslagen

### Mannen
| rang   | naam                       | land | tijd    |
| ------ | -------------------------- | ---- | ------- |
| Goud   | Rodgers Rop                | KEN  | 1:02.12 |
| Zilver | Julius Maritim             | KEN  | 1:02.16 |
| Brons  | Robert Kiprotich Cheruiyot | KEN  | 1:02.27 |
| 4      | Jacob Losian               | KEN  | 1:03.33 |
| 5      | Abdelfattah Aitzouri       | MAR  | 1:03.48 |
| 6      | Joseph Sitienei            | KEN  | 1:03.50 |
| 7      | Albert Okemwa              | KEN  | 1:03.51 |
| 8      | Peter Musyoki              | KEN  | 1:04.21 |
| 9      | Aleksey Korobov            | RUS  | 1:04.37 |
| 10     | Karl-Johan Rasmussen       | NOR  | 1:04.45 |
| 11     | Greg van Hest              | NED  | 1:04.59 |
| 12     | Marcel Versteeg            | NED  | 1:05.30 |
| 13     | Mattias Persson            | SWE  | 1:05.31 |
| 14     | Antonio Liuzzo             | ITA  | 1:05.35 |
| 15     | Dick van de Broek          | NED  | 1:05.38 |
| 16     | Adam Dobrzynski            | POL  | 1:05.41 |
| 17     | Steven Brooks              | ENG  | 1:06.02 |
| 18     | Peter Raburu               | KEN  | 1:06.09 |
| 19     | Michel de Maat             | NED  | 1:06.27 |
| 20     | Jeroen van Erp             | NED  | 1:06.41 |
| 22     | Abdellatif Talbani         | FRA  | 1:06.45 |
| 23     | Moulay-Ali Ouadih          | FRA  | 1:07.00 |
| 24     | Toon Heeren                | NED  | 1:07.23 |
| 25     | Peter van Egdom            | NED  | 1:07.29 |

### Vrouwen
| rang   | naam                      | land | tijd    |
| ------ | ------------------------- | ---- | ------- |
| Goud   | Catherine Ndereba         | KEN  | 1:07.54 |
| Zilver | Caroline Kwambai          | KEN  | 1:09.46 |
| Brons  | Nadezhda Wijenberg        | NED  | 1:10.30 |
| 4      | Simona Staicu             | HUN  | 1:12.50 |
| 5      | Wioletta Kryza            | POL  | 1:13.15 |
| 6      | Vivian Ruijters           | NED  | 1:13.19 |
| 7      | Sandra Van Den Haesevelde | BEL  | 1:15.04 |
| 8      | Anne van Schuppen         | NED  | 1:15.56 |
| 9      | Annelieke van der Sluijs  | NED  | 1:16.19 |
| 10     | Getenesh Tamrat           | ETH  | 1:17.23 |
| 11     | Trudi Thomson             | SCO  | 1:17.40 |
| 12     | Wilma van Onna            | NED  | 1:17.50 |
| 13     | Barbara Kamp              | NED  | 1:17.59 |
| 14     | Sandra ter Horst          | NED  | 1:19.48 |
| 15     | Ruth Kalunda              | KEN  | 1:19.59 |
| 17     | Gouzel Tazetdinova        | RUS  | 1:21.44 |

1975 ·
1976 ·
1977 ·
1978 ·
1979 ·
1980 ·
1981 ·
1982 ·
1983 ·
1984 ·
1985 ·
1986 ·
1987 ·
1988 ·
1989 ·
1990 ·
1991 ·
1992 ·
1993 ·
1994 ·
1995 ·
1996 ·
1997 ·
1998 ·
1999 ·
2000 ·
2001 ·
2002 ·
2003 ·
2004 ·
2005 ·
2006 ·
2007 ·
2008 ·
2009 ·
2010 ·
2011 ·
2012 ·
2013 ·
2014 ·
2015 ·
2016 ·
2017 ·
2018 ·
2019 (afgelast) ·
2020 ·
2021 (afgelast) ·
2022 ·
2023 ·
2024